# Terra Indígena Paranapuã (Xixová-Japuí)
A Terra Indígena Paranapuã, localizada na Praia de Paranapuã no município de São Vicente (litoral paulista), está contida dentro da área de preservação do Parque Estadual Xixová-Japuí.
A aldeia indígena localizada no território foi formada em 2004 por indígenas de origem Guarani-M'byá e Guarani-Ñandeva, oriundos das seguintes aldeias do litoral paulista: Aguapeu (de Mongaguá), Itaóca (de Itanhaém) e Piaçaguera (de Peruíbe).
Atualmente, a Terra Indígena se configura como um território em identificação pela FUNAI.

## Histórico
Em janeiro de 2004, foi identificada a ocupação de 60 indígenas na Praia de Paranapuã (também chamada de Praia das Vacas), no interior do Parque Estadual Xixová-Japuí, monitorado pelo Instituto Florestal. Na época, estes foram trazidos pela Prefeitura de São Vicente para participar da Encenação de Fundação da Vila de São Vicente, que ocorre todo ano durante aniversário da cidade. Foi identificada também uma casa localizada na praia e a presença de energia elétrica, de uso dos indígenas, que alegavam o domínio de todo o município de São Vicente, ocupado originalmente por seus antepassados. O Governo do estado de São Paulo questionou a presença desses povos no território e moveu uma ação de reintegração de posse contra a FUNAI, que tramita na Justiça Federal. Em 2008, foi aprovada liminar a favor da permanência dos indígenas no território, além da reforma de 8 casas, da casa de reza e da realização de estudo antropológico pelo órgão indígena.
Já em 2015, estima-se que havia mais de 80 indígenas no território que, por não ser reconhecido oficialmente, apresenta dificuldades na prática de agricultura e pesca por essas pessoas. Desse modo, eles praticam o comércio de artesanato no centro da cidade como fonte de subsistência. Segundo os moradores da aldeia, existem também problemas relacionados à educação para as crianças ali presentes, já que escola localizada em uma antiga unidade da FEBEM apresenta problemas estruturais e irregularidade na distribuição de merenda.
No entanto, em janeiro de 2016 a Justiça Federal decidiu pela reintegração de posse do território indígena, ordenando a desocupação dos indígenas e alocação deles em reservas indígenas da região. A FUNAI recorreu da decisão por meio da Advocacia-Geral da União. Em março de 2022, por outro lado, foi homologado um acordo pelo Tribunal Regional Federal prevendo a permanência provisória dos indígenas no local enquanto estiverem pendentes os recursos no julgamento federal definitivo. O acordo prevê, no entanto, ações de monitoramento do território, da aldeia e da população indígena pelo poder público.
As pessoas da aldeia participam de manifestações políticas defendendo a necessidade de preservação de sua cultura e território, participam das eleições municipais da cidade de São Vicente e são representadas pelo seu cacique em audiências públicas na Câmara da cidade.
Em outubro de 2017, foi publicada portaria pela FUNAI prevendo a constituição do Grupo Técnico responsável por realizar os estudos de identificação e demarcação do território indígena.
Já em agosto de 2023, nova portaria é emitida pela FUNAI substituindo membros do Grupo Técnico constituído pela portaria anterior.